# Aeroporto Internazionale di Khartum
L'Aeroporto Internazionale di Khartum è un aeroporto situato a Khartum, in Sudan.
L'aeroporto è hub per la compagnia aerea sudanese Sudan Airways.